# Васильєвська 1-а
Васи́льєвська 1-а (рос. Васильевская 1-я) — присілок у складі Афанасьєвського району Кіровської області, Росія. Входить до складу Ічетовкінського сільського поселення.
Населення становить 10 осіб (2010, 16 у 2002).
Національний склад станом на 2002 рік — росіяни 100 %.